# Кайсері Ерджіясспор
СК «Кайсері Ерджіясспор» (тур. Kayseri Erciyes Spor Kulübü) — турецький футбольний клуб з Кайсері, заснований у 1966 році. Виступає у Третій лізі. Домашні матчі приймає на стадіоні «Кадір Хас», потужністю 32 864 глядачі.